# Lista do Patrimônio Mundial nas Filipinas
A Organização das Nações Unidas para a Educação, a Ciência e a Cultura (UNESCO) propôs um plano de proteção aos bens culturais do mundo, através do Comité sobre a Proteção do Património Mundial Cultural e Natural, aprovado em 1972. Esta é uma lista do Patrimônio Mundial existente nas Filipinas, especificamente classificada pela UNESCO e elaborada de acordo com dez principais critérios cujos pontos são julgados por especialistas na área. As Filipinas, um arquipélago soberano do Sudeste asiático cuja cultura é diversa pela mescla da cultura nativa austronésia com o legado cultural europeu, ratificou a convenção em 19 de setembro de 1985, tornando seus locais históricos elegíveis para inclusão na lista.
O Parque Marinho do Recife de Tubbataha, que abriga um extenso e relevante ecossistema marinho único em todo o globo, e Igrejas Barrocas das Filipinas - que reúne num mesmo bem quatro importantes exemplares da arquitetura sacra barroca do país - foram os dois primeiros sítios das Filipinas inscrito na Lista do Patrimônio Mundial por ocasião da 17ª Sessão do Comité do Patrimônio Mundial, realizada em Cartagena (Colômbia) em 1993. Desde a mais recente inclusão, as Filipinas totalizam 6 sítios inscritos como Patrimônio Mundial da UNESCO, sendo 3 deles de classificação Cultural e 3 de classificação Natural. Todos os sítios estão situados no território filipino. 

## Bens culturais e naturais
As Filipinas contam atualmente com os seguintes lugares declarados como Patrimônio da Humanidade pela UNESCO:
| | Parque Marinho do Recife de Tubbataha |
| Bem natural inscrito em 1993. |                                       |
| Localização: Palawan |                                       |
| O Parque Natural do Recife de Tubbataha possui uma área protegida de quase 100.000 hectares de habitats marinhos de alta qualidade contendo três atóis e uma grande área de alto mar. A biodiversidade marinha do local é muito alta e contém espécies-chave como baleias, golfinhos, tubarões, tartarugas e peixes napoleão (Cheilinus undulatus). Os ecossistemas do recife contêm mais de 350 espécies de corais e quase 500 espécies de peixes. A reserva também protege uma das últimas colônias de ninhos de aves marinhas na região. (UNESCO/BPI) |                                       |

| | Igrejas Barrocas das Filipinas |
| Bem cultural inscrito em 1993. |                                |
| Localização: Manila / Ilocos Sul / Ilocos Norte / Iloílo |                                |
| O local é composto por quatro igrejas localizadas nas cidades de Manila, Santa Maria, Paoay e Miag. O primeiro foi construído no final do século XVI pelos espanhóis. Todos esses monumentos são representativos de um estilo arquitetônico excepcional, resultado da reinterpretação do barroco europeu pelos artesãos filipinos e chineses que participaram de sua construção. (UNESCO/BPI) |                                |

| | Arrozais em terraços das Cordilheiras das Filipinas |
| Bem cultural inscrito em 1995. |                                                     |
| Localização: Ifugao |                                                     |
| Por 2000 anos, a vila Ifugao vêm construindo terraços perfeitamente adaptados às curvas do relevo nas montanhas para cultivar arroz. Resultado de técnicas e tradições sagradas passadas de geração em geração, além de um delicado equilíbrio social, esses arrozais formam uma paisagem de grande beleza, refletindo a harmonia alcançada pelo homem com a natureza. (UNESCO/BPI) |                                                     |

| | Parque Nacional do rio subterrâneo de Puerto Princesa |
| Bem natural inscrito em 1999. |                                                       |
| Localização: Palawan |                                                       |
| À extraordinária paisagem karst deste parque vem para adicionar um rio subterrâneo espetacular. Este rio emerge diretamente no mar e, ao longo de seu curto curso, está sujeito à influência das marés. O local é um importante habitat para a conservação da biodiversidade e compreende um ecossistema completo de "montanha-mar", bem como uma das florestas mais importantes da Ásia. (UNESCO/BPI) |                                                       |

| | Cidade Histórica de Vigan |
| Bem cultural inscrito em 1999. |                           |
| Localização: Ilocos Sul |                           |
| Fundada no século XVI, a cidade de Vigan é o exemplo mais fiel e intacto do urbanismo colonial espanhol na Ásia. Sua arquitetura é um expoente da confluência de elementos culturais de outras regiões das Filipinas, bem como da China e da Europa. Essa confluência resultou na configuração de uma paisagem urbana excepcional e cultura incomparável em todo o Extremo Oriente. (UNESCO/BPI) |                           |

| | Santuário da Vida Selvagem do Monte Hamiguitan |
| Bem natural inscrito em 2014. |                                                |
| Localização: Dávao |                                                |
| Forma uma cordilheira montanhosa de norte a sul da península de Pujada, no sudeste do corredor de biodiversidade oriental de Mindanao. A amplitude de suas alturas, variando de 75 a 1.637 metros acima do nível do mar, oferece um excepcional habitat terrestre e marinho para inúmeras espécies de animais e plantas. O local abriga inúmeras espécies protegidas, bem como oito espécies endêmicas da flora e fauna. Estes incluem árvores e plantas criticamente localizadas e dois pássaros icônicos: a Águia das Filipinas e a Cacatua filipina. (UNESCO/BPI) |                                                |

## Lista Indicativa
Em adição aos sítios inscritos na Lista do Patrimônio Mundial, os Estados-membros podem manter uma lista de sítios que pretendam nomear para a Lista de Patrimônio Mundial, sendo somente aceitas as candidaturas de locais que já constarem desta lista. Desde 2021, as Filipinas contam com 19 locais na sua Lista Indicativa.
| Sítio                                               | Imagem | Local          | Ano  | Dados UNESCO                      | Descrição |
| --------------------------------------------------- | ------ | -------------- | ---- | --------------------------------- | --- |
| Paisagens protegidas e marinhas de Batanes          |        | Batanes        | 1993 | Cultural                          | Caracterizado por um complexo de ecossistema terrestre, pantanoso e marinho, o arquipélago de Batanes é composto por 10 pequenas ilhas delimitadas pelo Canal Eashi (ao norte), Oceano Pacífico (ao leste), Mar da China Meridional (a oeste) e Canal de Balintang (ao sul). É uma das últimas áreas remanescentes nas Filipinas com características fisiográficas naturais únicas (falésias cortadas por ondas, afloramentos semelhantes a cavernas, praias isoladas de areia branca) resultantes de sua posição onde ventos fortes e correntes rápidas marcaram sua morfologia distinta. |
| Complexo de cavernas de Tabon                       |        | Palauã         | 2006 | Cultural: (ii)(iii)(iv)(v)        | As Cavernas de Tabon estão localizadas na costa oeste de Palauã sobre um promontório de calcário que é visível de qualquer direção por muitos quilômetros, sendo formado por pelo menos 200 cavernas e entradas nasrochas. Este local é chamado de "Lipuun" pela população local, mas batizado como "Abion Head" pelos britânicos em 1851. |
| Sítios Arqueológicos Paleolíticos no Vale de Cagaiã |        | Vale de Cagaiã | 2006 | Cultural: (ii)(iii)(iv)(v)        | Os sítios paleolíticos estão localizados na Bacia do Vale de Cagaiã, que faz fronteira com a cordilheira de Sierra Madre (a leste) e a Cordilheira Central (a oeste). Nas redondezas de duas cidades da província, nomeadamente Solana e Penablanca, os sítios paleolíticos fornecem vestígios das primeiras ferramentas de pedra e animais extintas. |
| Múmias de Kabayan                                   |        | Benguet        | 2006 | Cultural: (i)(ii)(iii)(iv)(v)(vi) | Kabayan é um dos municípios da província de Benguet, nas Cordilheiras do norte de Luzon. O município é reconhecido como centro dos Ibaloi, grupo etno-linguístico dominante da região e que têm uma longa prática tradicional de mumificar seus mortos. A mumificação teve origem antes da colonização espanhola e era reservada a indivíduos da camada social superior. |
| Sítios Arqueológicos de Butuan                      |        | Caraga         | 2006 | Cultural: (iii)(iv)(v)            | A propriedade indicada abriga uma vasta coleção de artefatos arqueológicos que datados da Era do Contato (800–1100). O principal achado são vestígios de grandes embarcações marítimas (os balanghai), similares ao tipo de barcos e construções foram excavados em Sumatra e Pontian, na Malásia. |
| Petróglifos e Petrografias das Filipinas            |        | Rizal          | 2006 | Cultural: (iii)                   | Esses petróglifos retratam figuras animadas de jovens ou bebês em uma face rochosa dentro de grutas. O sítio indicado está localizado a sudeste da capital Manila e nas proximidades da cidade de Angono, a cerca de 235 metros acima do nível do mar. É formado por vulcões quaternários formados entre o final do Pleistoceno e início do Holoceno. |
| Sítios de Conchas Neolíticos em Lal-lo e Gattaran   |        | Vale de Cagaiã | 2006 | Cultural: (ii)(iii)(iv)(v)        | Os sítios de conchas neolíticos estão localizados ao longo das margens do rio Cagaiã nos municípios de Lal-lo e Gattaran, cerca de 500 quilômetros a nordeste de Manila. Os sambaquis são em tamanhos e extensões variados e compostos principalmente de um tipo de molusco de água doce, Batissa childreni. Os maiores depósitos de conchas são encontrados em Magapit e Bangag, em Lal-lo. |
| Monumento Natural das Colinas do Chocolate          |        | Bohol          | 2006 | Natural: (vii)(viii)              | As Colinas do Chocolate e seus arredores variam de topografia relativamente plana a ondulada, com elevações de 100 a 500 metros acima do nível do mar. Em 1988, foram declaradas Monumento Geológico Nacional do país em reconhecimento ao seu valor científico e singularidade geomórfica. |